# Beth Broderick
Pour les articles homonymes, voir Broderick.
 (décembre 2023).
Si vous disposez d'ouvrages ou d'articles de référence ou si vous connaissez des sites web de qualité traitant du thème abordé ici, merci de compléter l'article en donnant les références utiles à sa vérifiabilité et en les liant à la section « Notes et références ».
Beth Broderick, née le 24 février 1959 à Falmouth, (Kentucky, États-Unis), est une actrice et réalisatrice américaine.

## Biographie
Beth Broderick rêve d'être actrice dès son plus jeune âge. Elle est principalement connue pour le rôle de Zelda Spellman, la tante de Sabrina Spellman, dont on peut suivre les aventures complètement loufoques et drôles dans la série télévisée Sabrina, l'apprentie sorcière. La série a débuté en 1996 et s'est achevée en 2003 mais Beth Broderick avait pris la décision au printemps 2002 de ne pas figurer dans la dernière saison. Elle jouera une version modifiée de Zelda, la Zelda Spellman de l'Infini, dans la dernière saison des Nouvelles Aventures de Sabrina, reboot de la série originale par Netflix.
Beth Broderick est une actrice renommée (lire ci-dessous) et une réalisatrice. Elle est néanmoins moins connue pour ses talents de réalisatrice.

### Vie privée
Beth Broderick est née à Falmouth et a grandi à Huntington Beach, en Californie. Même enfant, Beth était intéressée par le théâtre. Elle est diplômée de l'école à seize ans puis de l'American Academy of Arts à Pasadena, en Californie, à 18 ans. Par la suite, elle a déménagé à New York pour poursuivre une carrière d'actrice. Sa mère est Nina Broderick. Elle a deux sœurs.
Elle est actuellement mariée.

## Filmographie

### Actrice
- 1983 : In Love : Ella
- 1985 : Bordello... House of the Rising Sun
- 1986 : Young Nurses in Love : Putnam
- 1986 : If Looks Could Kill : Newswoman
- 1986 : Sex Appeal : Fran
- 1987 : Student Affairs : Alexis
- 1987 : Slammer Girls : Abigail
- 1988 : Le Retour de Billy Wyatt (Stealing Home) : Lesley
- 1990 : ABC TGIF (série télévisée) : Zelda
- 1990 : Le Bûcher des vanités (The Bonfire of the Vanities) de Brian De Palma : Caroline Heftshank
- 1990 : L'Île de l'étrange (Glory Days) (série télévisée) : Sheila Jackson (1990)
- 1991 : Thousand Pieces of Gold : Berthe
- 1991 : Rewrite for Murder (TV)
- 1992 : Are You Lonesome Tonight (TV) : Laura
- 1992 : L'Assassin au fond des bois (In the Deep Woods) (TV) : Myra Cantrell
- 1993 : Shadowhunter (TV) : Bobby Cain
- 1994 : Justice in a Small Town (TV) : Melissa Brewer
- 1995 : French Exit (en) : Andie Ross
- 1996 : Le Berceau de la vengeance (Maternal Instincts) : Dr. Eva Warden
- 1996 - 2002 : Sabrina, l'apprentie sorcière (Sabrina, the Teenage Witch) (TV) : Zelda Spellman
- 1997 : Women Without Implants
- 1997 : Coup de foudre et conséquences (Fools Rush In) : Tracey Verna
- 1997 : Breast Men : Terri
- 1998 : L'Ultime Épreuve (A Champion's Fight: A Moment of Truth Movie) (TV) : Patricia Ellis
- 2000 : Psycho Beach Party : Mrs. Ruth Forrest
- 2003 : Inside the Inner Circle : Jean
- 2004 : State's Evidence : Scott's Mom
- 2004 : Homeland Security (TV) : Elise McKee
- 2004 - 2008 : Lost : Les Disparus : Diane Janssen
- 2005 : Tom's Nu Heaven
- 2005 : Mystery Woman: Mystery Weekend (TV) : Claire Beckman
- 2006 : Supernatural (TV) saison 1, épisode 14 : Alice Miller
- 2007 : Bionic Woman : Alexis
- 2007 : Timber Falls : Ida
- 2007 : Les Experts : Linda Belinda
- 2008 : Urgences : Edith Landry
- 2009 : Leverage : Monica Hunter
- 2009 : Cold Case : Affaires classées : Libby Traynnor '09
- 2010 : Castle : Barbara, femme du présentateur mort (saison 2, épisode 20)
- 2010 : Les demoiselles d'honneur s'en mêlent (Revenge of the Bridesmaids) (TV) : Olivia McNabb
- 2010 : Lone Star (TV) : Carol
- 2011 : Bad Actress : Alyssa Rampart-Pillage
- 2013 : Under the Dome : Rose Twitchell, propriétaire du Sweetbriar Rose (rôle récurrent)
- 2014 : La Liste de Noël (A Perfect Christmas List) : Michelle
- 2015 : Melissa & Joey (TV) : Dr Ellen Radler (2 épisodes)
- 2015 : Le Dernier Des Guerriers (Echoes of War) : Doris Mccluskey
- 2016 : D'amour et d'orchidée (Late Bloomer) : Eileen Taft
- 2017 : Harry Bosch (TV) : Juge Sharon Houghton
- 2017 : Noël au pays des jouets (A Very Merry Toy Store) : Pam Forrester
- 2017 : Le Voyage surprise de Noël (Romance at Reindeer Lodge) : Penny
- 2018 : Sharp Objects (TV) : Annie
- 2019 : Mon fils, piégé dans un réseau d'escort boys ! (Purity Falls) (TV) : Karen
- 2020 : Les Nouvelles Aventures de Sabrina (Chilling Adventures of Sabrina) (TV) : la Zelda Spellman de l'Infini
- 2022 - 2023 : Esprits Criminels, Évolution - Saison 16, Épisode 5, "Belles à Croquer" - Traduction francaise de "La Faute à Œdipe",diffusée de Nov. 2022 au 9 fév. 2023 : joue la Sénatrice Reeves qui menace le D.S.C : Mère du Tueur en Série "Benjamin Reeves", Psychopathe-Cannibale, aidé par Mitch, (son chauffeur, employé et complice) qui haissent tous deux, Mme Reeves ! fondateur du Site Internet "Élite fédérale", (Beltway Elite), permettant de tchatter avec les psychopathes et trouver leurs victimes !; Son fils est l'"Ami", Donateur et Recrue de Sicarius, fournit le Financement de tout le Forum / Réseau de Voight

### Réalisatrice
- 1996 : Sabrina, l'apprentie sorcière (Sabrina, the Teenage Witch) (série télévisée)